# Numaligarh Refinery Township
Numaligarh Refinery Township là một thị trấn thống kê (census town) của quận Golaghat thuộc bang Assam, Ấn Độ.

## Nhân khẩu
Theo điều tra dân số năm 2001 của Ấn Độ, Numaligarh Refinery Township có dân số 7022 người. Phái nam chiếm 52% tổng số dân và phái nữ chiếm 48%. Numaligarh Refinery Township có tỷ lệ 52% biết đọc biết viết, thấp hơn tỷ lệ trung bình toàn quốc là 59,5%: tỷ lệ cho phái nam là 59%, và tỷ lệ cho phái nữ là 45%. Tại Numaligarh Refinery Township, 16% dân số nhỏ hơn 6 tuổi.